# نارینه آبگاریان
نارینه یوریی آبگاریان (ارمنی: Նարինե Յուրիի Աբգարյան؛ زادهٔ ۱۴ ژانویهٔ ۱۹۷۱) نویسنده، رمان‌نویس، وبلاگ اهل ارمنستان-روسیه است. وی از سال ۲۰۱۰ میلادی در زمینه نویسندگی فعالیت می‌کند.

## زندگی‌نامه
وی در ۱۴ ژانویه ۱۹۷۱ در برد به دنیا آمد و از دانشگاه دولتی زبان‌ها و علوم اجتماعی بروسوف ایروان فارغ‌التحصیل گشت. آبگاریان در سال ۲۰۱۶ برنده جایزه ادبی یاسنایا پولیانا و در سال ۲۰۱۱ نامزد دریافت جایزه کتاب بزرگ شد.

## آثار برجسته
- Manyunya
- People Who Are Always With Me
- "Three Apples Fell from the Sky"[۱]
- Simon